# Agnolo Firenzuola

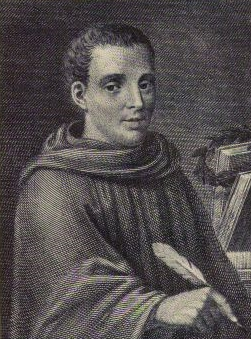
Agnolo Firenzuola

Agnolo Firenzuola (28 de septiembre de 1493 – 27 de junio de 1543) fue un poeta y literato italiano.

## Biografía
Agnolo Firenzuola nació en Florencia. El apellido fue tomado de la localidad de Firenzuola, situada al pie de los Apeninos, su lugar de origen. El abuelo de Agnolo había obtenido la ciudadanía de Florencia y la transmitió a su familia. Agnolo estaba destinado a la profesión de abogado, y prosiguió sus estudios primero en Siena y luego en Perugia. Allí se convirtió en socio del notorio Pietro Aretino, cuya sucia vida no se avergonzó de hacer modelo propio. Se volvieron a encontrar en Roma, donde Agnolo ejerció durante un tiempo la profesión de abogado, pero con poco éxito. Firenzuola abandonó Roma tras la muerte del Papa Clemente VII, y tras pasar algún tiempo en Florencia, se instaló en Prato como abad de San Salvatore.
Todos sus biógrafos afirman que cuando aún era joven asumió la vestimenta monástica en Vallombrosa, y que después ocupó sucesivamente dos abadías. Sólo Girolamo Tiraboschi se atreve a dudar de este relato, en parte por el libertinaje de Firenzuola y en parte por la ausencia de pruebas; pero sus argumentos no se consideran concluyentes.
Sus escritos, de los cuales se publicó una edición completa en 1548, están en parte en prosa y en parte en verso, y pertenecen a las clases ligeras de literatura. Entre las obras en prosa se encuentran Discorsi degli animali, imitaciones de fábulas orientales y de Esopo, de las que hay dos traducciones al francés; Dialogo delle bellezze delle donne, también traducido al francés; Ragionamenti amorosi, una serie de cuentos a la manera de Boccaccio, rivalizándolo en elegancia y libertinaje; Discacciamento delle nuove lettere, una pieza controvertida contra la propuesta de Giangiorgio Trissino de introducir nuevas letras en el alfabeto italiano; una versión libre o adaptación de El asno de oro de Apuleyo, que se convirtió en un libro favorito y pasó por muchas ediciones; y dos comedias, I Lucidi, una imitación del Menaechmi de Plautus, y La Trinuzia, que en algunos puntos se asemeja a la Calandria del cardenal Bibbiena.
Sus poemas son principalmente satíricos y burlescos. Todas sus obras se estiman como modelos de excelencia literaria y se citan como autoridades en el vocabulario de la Accademia della Crusca. La fecha de la muerte de Firenzuola sólo se conoce de forma aproximada. Llevaba muerto varios años cuando apareció la primera edición de sus escritos (1548).